# Hiroshi Ninomiya
Hiroshi Ninomiya (født 13. februar 1937) er en japansk fodboldspiller.

## Japans fodboldlandshold
| Japans landshold | Japans landshold | Japans landshold |
| År               | Kmp              | Mål              |
| ---------------- | ---------------- | ---------------- |
| 1958             | 2                | 0                |
| 1959             | 9                | 9                |
| 1960             | 0                | 0                |
| 1961             | 1                | 0                |
| Total            | 12               | 9                |